# Розгнівані ангели
Розгнівані ангели (англ. Raging Angels) — американський фільм жахів 1995 року.

## Сюжет
Лайла та Кріс — рок-співаки. Одного разу їх приймають у музичний колектив, несхожий на інші. Його керівник Колін зайнятий не тільки музикою, але захоплений ідеєю виправити цей недосконалий світ. А незабаром з'ясовується, що Колін — демон, який підкоряє душі людей.

## У ролях
- Шон Патрік Фленері — Кріс
- Дайан Ледд — сестра Кейт
- Моніт Мазур — Ліла
- Майкл Паре — Колін
- Аріель Домбаль — Меган
- Шеллі Вінтерс — бабуся Рут
- Ейлін Аллада-Джонс — співачка
- Майкл Бішоп — гітарист
- Майкл Карр — кухар 2
- Джон Карр — охоронець 2
- Ральф М. Кардинале — кухар 1
- Джон Клер — підліток
- Річ Кулі — піаніст
- Кейсі Крістенсен — охоронець
- Керрі Данесі — помічник гардеробу
- Рік Дін — Дейв
- Тім Де Зарн — банкір
- Брендан Діллон — протестувальник
- Ві Даб — член банди